# La città che io vorrei
La città che io vorrei è il primo album a proprio nome di Ivan Graziani, pubblicato dalla Freedom Italiana Records nel 1973 (alcune discografie riportano il 1974 come prima pubblicazione).

## Tracce
Brani composti da Ivan Graziani
Lato A
1. Apertura – 0:59
2. La città che io vorrei – 4:06
3. Tom Sawyer – 3:08
4. Il campo della fiera – 2:34
5. Colori – 4:06
6. Nah nah nah – 3:00

Lato B
1. L'età gratis – 4:48
2. L'ubriaco – 3:53
3. A volte in primavera – 3:36
4. Luisa (situazione) – 6:10
5. Chiusura – 4:17

## Musicisti
- Ivan Graziani - voce, chitarre, basso
- Roberto Carlotto - tastiere
- Enzo (?) - batteria, percussioni
- Nathan (?) - violino

Note aggiuntive
- Virgilio Ginepri - produzione
- Sergio Parisini - supervisore
- Aurelio Picco - foto copertina album
- Michelle - tecnico del suono

## Produzione
- La foto di copertina è quella del suo autentico matrimonio.
- Il disco è stato pubblicato, dalla Universal, su cd solo nel 2013.